# Maurice Kampman
Maurice Kampman (Ter Apel, 26 januari 1996) is een Nederlands voetballer die als verdediger speelt. Hij speelt ook voor het Nederlands strandvoetbalteam.

## Carrière
Maurice Kampman speelde in de jeugd van FC Emmen, VV Emmen en wederom FC Emmen. Hij debuteerde voor FC Emmen op 29 november 2013, in de met 4-0 verloren uitwedstrijd tegen BV De Graafschap. Kampman kwam in de 79e minuut in het veld voor Kevin Görtz. In de zomer van 2014 vertrok Kampman naar de jeugd van SV Meppen, waar hij één seizoen speelde. In het seizoen 2015/16 speelde hij voor WKE, maar sloot in maart na het faillissement van WKE aan bij Meppeler Sport Club. Na anderhalf seizoen bij MSC en een half seizoen bij SV Hönnepel-Niedermörmter sloot Kampman aan bij Jong RKC Waalwijk. Hier speelde hij een seizoen, waarna hij in 2018 naar het Duitse FC Schüttorf 09 vertrok dat uitkwam in de Landesliga. In 2019 verliet hij de club en sloot hij bij VV Valthermond aan.

### Statistieken
| Seizoen                        | Club                      | Land           | Competitie        | Competitie | Competitie | Beker | Beker | Totaal | Totaal |
| Seizoen                        | Club                      | Land           | Competitie        | Wed.       | Dlp.       | Wed.  | Dlp.  | Wed.   | Dlp.   |
| ------------------------------ | ------------------------- | -------------- | ----------------- | ---------- | ---------- | ----- | ----- | ------ | ------ |
| 2013/14                        | FC Emmen                  | Nederland      | Eerste divisie    | 3          | 0          | 0     | 0     | 3      | 0      |
| 2015/16                        | WKE                       | Nederland      | Derde divisie Zo. | 11         | 0          | 0     | 0     | 11     | 0      |
| 2016/17                        | SV Hönnepel-Niedermörmter | Duitsland      | Oberliga          | 1          | 0          | –     | –     | 1      | 0      |
| 2018/19                        | FC Schüttorf 09           | Duitsland      | Landesliga        | 21         | 3          | –     | –     | 21     | 3      |
| Carrièretotaal                 | Carrièretotaal            | Carrièretotaal | Carrièretotaal    | 36         | 3          | 0     | 0     | 36     | 3      |
| Bijgewerkt op 24 november 2019 |                           |                |                   |            |            |       |       |        |        |